# ザウバー・C19
ザウバー・C19は、ザウバーが2000年のF1世界選手権に投入したフォーミュラ1カー。設計はレオ・レス、セルジオ・リンランドらが担当した。2000年の開幕戦から最終戦まで使用された。

## 概要

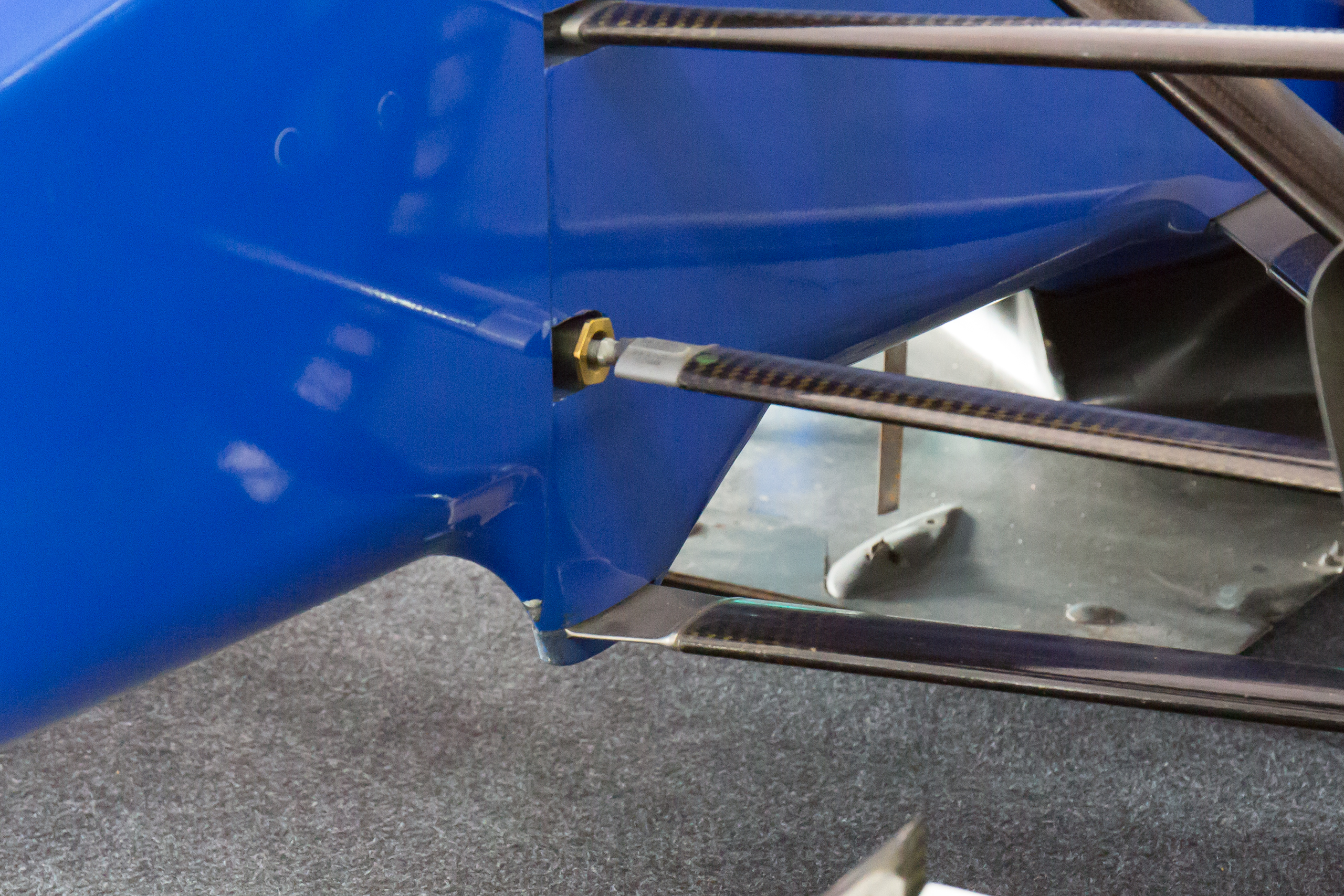
フロントサスペンションのツインキール

チームの開発部門にはブラバムなどで経験豊富なセルジオ・リンランドが加入した。
C19はザウバーのマシンらしく手堅いデザインにまとめられたが、フロントサスペンションの懸架方法に特徴があった。ハイノーズのマシンはダブルウィッシュボーンのロワアームをマウントするため、ノーズ下面中央に「キール」と呼ばれる突起を設けるのが一般的だったが、C19の場合はモノコックの左右下端にロアワームのピボットが張り出していた。この「ツインキール」によりノーズ下面から障害物を取り除き、気流をスムーズに通過させることができた。

## 2000年シーズン
ドライバーはペドロ・ディニスが残留。ジャン・アレジがプロストに移籍したため、前年はB・A・Rやフェラーリで代走を務めたミカ・サロがレギュラーシートを獲得した。この両名は1998年にアロウズでもチームメイトであった。
第2戦ブラジルGPでは、予選でリヤウィングが繰り返し脱落するというトラブルが発生したため、チームは決勝から撤退している。
C19は競争力があることを証明したが、中位グループから抜け出るには至らなかった。サロは6ポイントを獲得したが、新規参入するトヨタからのテストドライバーのオファーを受け、シーズン後にチームを離脱した。ディニスは1ポイントも得ることができず、年末に引退（プロスト経営陣への参加）を発表した。
チームはコンストラクターズランキングを1999年と同じ8位で終えたが、獲得ポイントは増加した。

## F1における全成績
(key) （太字はポールポジション）
| 年     | チーム   | エンジン       | タイヤ | ドライバー       | 1   | 2   | 3   | 4   | 5   | 6   | 7   | 8   | 9   | 10  | 11  | 12  | 13  | 14  | 15  | 16  | 17  | ポイント | 順位 |
| ------ | -------- | -------------- | ------ | ---------------- | --- | --- | --- | --- | --- | --- | --- | --- | --- | --- | --- | --- | --- | --- | --- | --- | --- | -------- | ---- |
| 2000年 | ザウバー | ペトロナス V10 | B      |                  | AUS | BRA | SMR | GBR | ESP | EUR | MON | CAN | FRA | AUT | GER | HUN | BEL | ITA | USA | JPN | MAL | 6        | 8th  |
| 2000年 | ザウバー | ペトロナス V10 | B      | ペドロ・ディニス | Ret | WD  | 8   | 11  | Ret | 7   | Ret | 10  | 11  | 9   | Ret | Ret | 11  | 8   | 8   | 11  | Ret | 6        | 8th  |
| 2000年 | ザウバー | ペトロナス V10 | B      | ミカ・サロ       | DSQ | WD  | 6   | 8   | 7   | Ret | 5   | Ret | 10  | 6   | 5   | 10  | 9   | 7   | Ret | 10  | 8   | 6        | 8th  |